# طراد إس إم إس كيسرين إليزابيث
 إس إم إس كيسرين إليزابيث (بالإنجليزية: SMS Kaiserin Elisabeth)‏ هو طرَّاد حامي بُني من قبل بحرية الإمبراطورية النمساوية المجرية، سُمِّي تيمنًا بالإمبراطورة إليزابيث.